# Fettsäure-Elongasen
Als Fettsäure-Elongasen bezeichnet man eine in Eukaryoten vorkommende Enzymfamilie, die zu den Transferasen zählt. Elongasen sind vermutlich im endoplasmatischem Retikulum lokalisiert. Sie katalysieren eine Kondensation im Fettsäureelongationszyklus. Pro Durchlauf findet eine Verlängerung der Fettsäure um einen C2-Körper statt.
Im Pflanzenreich sind Elongasen spezifisch an der Bildung von Suberin- und Cutinmonomeren sowie an der Biosynthese von cuticulären Wachsen beteiligt.
Beim Menschen sind sieben Fettsäure-Elongasen bekannt. Mutationen im ELOVL4-Gen sind ursächlich für Typ 3 von Morbus Stargardt, einer sehr seltenen juvenilen Makuladegeneration. Mäuse ohne Elongase 6 sind vor Insulinresistenz geschützt, das Enzym ist daher ein Target für die Pharmaindustrie.